# マンション管理士
マンション管理士（マンションかんりし）は、マンション管理組合のコンサルタントに必要とされる一定の専門知識を有している事を証明する国家資格であり、マン管とも呼ばれる。
英名は「Legal licensed condominium manager」である。

## 概説
マンション管理士は、専門知識をもってマンションの運営、大規模修繕等を含む建物構造上の技術的問題、その他マンションの適切なコンサルティング業務を行う。マンションの法的スペシャリスト。
マンション管理士になるには、マンション管理士試験に合格し、マンション管理士として登録することが必要である。
マンション管理士は「名称独占資格」である為、マンション管理士以外の者がマンション管理士又はこれに紛らわしい名称を使用（名刺にマンション管理士と記載したり、看板でマンション管理士と表示）することは、その方法を問わず認められない。なお、名称の使用制限に違反して、マンション管理士でないのに、マンション管理士又はこれに紛らわしい名称を使用した者は、30万円以下の罰金に処せられる。ただし、マンション管理士は独占業務ではない。
戸田聡子が2004年に約1,500人のマンション管理士に対して、他に所有している資格を調査したところ、宅地建物取引士（当時は宅地建物取引主任者）が81.6%、管理業務主任者が73.9%であった。

## 派遣モデル事業
この事業は、平成19年度国庫補助事業として、分譲マンションストックの質の維持向上等及び専門家の能力向上のために、財団法人マンション管理センターが事業主体となり地方公共団体と連携し、マンション管理士を管理組合に派遣するなどし、マンション管理に対するアドバイス等を行うことで、地域における適正管理の基盤形成を促進するための措置を講じ、また、モデル的派遣による支援を受けた管理組合が管理状況の全部又は一部を登録・公開（簡易登録）することにより、「市場環境の整備」も図ることを目的としている。
この事業は平成19年度からの3か年計画で、初年度の平成19年度のモデル候補地域は、千葉県・埼玉県・大阪府・東京都・福岡県の市区となっている。なお、平成19年10月1日時点において、千葉県内5市と東京都内6区で実施されている。

## マンション管理士試験
試験主体は国土交通大臣で、公益財団法人マンション管理センターを指定試験機関として実施する。
- 受験資格

年齢・性別・学歴等の制限は一切ない。
- 実施時期

年1回（通常11月の最終日曜日）
- 実施地域

札幌市、仙台市、東京都、名古屋市、大阪市、広島市、福岡市、那覇市並びにこれらの周辺地域
- 受験料

9,400円（非課税）
- 試験内容
  - マンション管理に関する法令及び実務に関すること
    - 建物の区分所有等に関する法律
    - 民法
    - 建築基準法
    - 不動産登記法
    - 都市計画法
    - 消防法
    - 住宅の品質確保の促進等に関する法律
    - 被災区分所有建物の再建等に関する特別措置法
    - マンションの建替え円滑化等に関する法律
    - マンション標準管理規約
    - マンション標準管理委託契約書
    - マンションの管理に関するその他の法律

  - 管理組合の運営の円滑化に関すること
    - 管理組合の組織と運営
    - 管理組合の業務と役割
    - 管理組合の苦情対応と対策
    - 管理組合の訴訟と判例
    - 管理組合の会計等

  - マンションの建物及び附属施設の形質及び構造に関すること
    - マンションの構造・設備
    - 長期修繕計画
    - 建物設備の診断
    - 大規模修繕等

  - マンションの管理の適正化の推進に関する法律に関すること
    - マンションの管理の適正化の推進に関する法律
    - マンション管理適正化指針等

- マンション管理士試験合格率

| 実施年度           | 申込者数  | 受験者数 | 合格者数 | 合格率 | 合格点 |
| ------------------ | --------- | -------- | -------- | ------ | ------ |
| 2001年（平成13年） | 109,520人 | 96,906人 | 7,213人  | 7.4%   | 38点   |
| 2002年（平成14年） | 62,124人  | 53,317人 | 3,719人  | 7.0%   | 36点   |
| 2003年（平成15年） | 43,912人  | 37,752人 | 3,021人  | 8.0%   | 38点   |
| 2004年（平成16年） | 36,307人  | 31,278人 | 2,746人  | 8.8%   | 30点   |
| 2005年（平成17年） | 30,612人  | 26,184人 | 1,909人  | 7.3%   | 34点   |
| 2006年（平成18年） | 25,284人  | 21,743人 | 1,814人  | 8.3%   | 37点   |
| 2007年（平成19年） | 23,093人  | 19,980人 | 1,479人  | 7.4%   | 36点   |
| 2008年（平成20年） | 22,462人  | 19,301人 | 1,666人  | 8.6%   | 37点   |
| 2009年（平成21年） | 21,935人  | 19,120人 | 1,444人  | 7.6%   | 34点   |
| 2010年（平成22年） | 20,348人  | 17,704人 | 1,524人  | 8.6%   | 37点   |
| 2011年（平成23年） | 19,754人  | 17,088人 | 1,587人  | 9.3%   | 36点   |
| 2012年（平成24年） | 18,894人  | 16,404人 | 1,498人  | 9.1%   | 34点   |
| 2013年（平成25年） | 17,700人  | 15,383人 | 1,265人  | 8.2%   | 38点   |
| 2014年（平成26年） | 17,449人  | 14,937人 | 1,260人  | 8.4%   | 36点   |
| 2015年（平成27年） | 16,466人  | 14,092人 | 1,158人  | 8.2%   | 38点   |
| 2016年（平成28年） | 16,006人  | 13,737人 | 1,101人  | 8.0%   | 35点   |
| 2017年（平成29年） | 15,102人  | 13,037人 | 1,168人  | 9.0%   | 36点   |
| 2018年（平成30年） | 14,227人  | 12,389人 | 975人    | 7.9%   | 38点   |
| 2019年（令和元年） | 13,961人  | 12,021人 | 991人    | 8.2%   | 37点   |
| 2020年（令和2年）  | 14,486人  | 12,198人 | 1,045人  | 8.6%   | 36点   |
| 2021年（令和3年）  | 14,562人  | 12,520人 | 1,238人  | 9.9%   | 38点   |
| 2022年（令和4年）  | 14,342人  | 12,209人 | 1,402人  | 11.5%  | 40点   |
| 2023年（令和5年）  | 13,169人  | 11,158人 | 1,125人  | 10.1%  | 36点   |
| 2024年（令和6年）  | 13,124人  | 10,955人 | 1,389人  | 12.7%  | 37点   |

マンション管理士試験の合格率は7～9%前後と、資格創設から一定水準が保たれている。合格率の観点から見ると難関試験の部類に入る国家資格である。（難関国家資格合格率参考：一級建築士12.0%(R1)、土地家屋調査士9.6%(R1)、司法書士3.5%(R1)、社会保険労務士6.6%(R1)、行政書士11.5%(R1)、司法試験 (日本)33.6%(R1)）なお管理業務主任者試験合格者には、マンションの管理の適正化の推進に関する法律等の出題分の５問免除の規定があるため、管理業務主任者試験の合格者による受験が多くなっている(平成22年度マンション管理士試験受験者の32.4%が管理業務主任者試験の合格者)。受験申込者は試験開始当初（平成13年）から年々減少傾向にあったが、コロナ禍の影響から、令和2年度の受験申込者はわずかながら初めて増加した。令和2年1月現在の合格者総数は全国累計で約3.7万人で、実際の登録者数（マンション管理士の名称を用いる事が出来る者）は合格者総数の7割弱程度と見られる。合格後の登録免許税は9,000円で、登録後は5年毎に登録講習機関が行う有料（令和2年12月現在16,600円（税込））の講習（例年1月～3月までの期間で3回実施の内1回）を受けなければならない。

## 法定講習
マンション管理士は5年ごとに登録講習機関の講習を受講しなければならない。

## 類似資格
マンション管理士と名称が類似している資格として、「区分所有管理士」等が存在するが、これらはいずれの資格も国家資格ではなく、マンション管理士とは異なる資格である。
- 区分所有管理士：受験者数334名 合格者173名 合格率 51.80%（平成22年度） 累積合格者4,955名